# 王門
王 門（おう もん、生没年不詳）は、中国後漢時代末期の武将。公孫瓚の配下で、後に袁紹に降った武将。

## 事績
もともと公孫瓚に味方していたが、袁紹に投降し、1万の軍勢で公孫瓚領に侵攻した。
そして公孫瓚配下の田豫と対陣すると田豫に論破され、恥ずかしくなり撤退していった。

## 伝記資料
- 『三国志』魏書二十六　滿田牽郭傳 田豫伝「公孫瓚使豫守東州令，瓚將王門叛瓚，爲袁紹將萬餘人來攻。衆懼欲降。豫登城謂門曰：「卿爲公孫所厚而去，意有所不得已也；今還作賊，乃知卿亂人耳。夫挈瓶之智，守不假器，吾旣受之矣；何不急攻乎？」門慙而退」 s:zh:三國志/卷26#田豫